# باربي (فلم)
باربي (بالإنجليزية: Barbie) هو فيلم كوميدي خيالي صدر عام 2023، من إخراج غريتا غيرويغ، وسيناريو نواه باومباخ. الفيلم مستوحى من دمى الأزياء من شركة ماتيل، وهو أول فيلم باربي واقعي بعد العديد من أفلام الرسوم المتحركة والعروض الخاصة. الفيلم من بطولة مارجو روبي بدور الشخصية الرئيسية ورايان غوسلينغ بدور كين، ويتتبع رحلتهما لاكتشاف الذات عبر مدينة باربيلاند والعالم الحقيقي بعد تعرضهما لـ أزمة وجودية. يضم طاقم التمثيل المساعد كلاً من أمريكا فيريرا، ومايكل سيرا، وكيت ماكينون، وإيسا راي، وريا بيرلمان، وويل فيريل.
أعلنت شركة يونيفرسال بيكتشرز عن فيلم باربي واقعي في سبتمبر 2009، بإنتاج لورنس مارك. بدأ التطوير في أبريل 2014، عندما حصلت سوني بيكتشرز على حقوق الفيلم. بعد تغييرات متعددة في الكاتب والمخرج، واختيار إيمي شومر، ثم آن هاثاواي، لدور باربي، انتقلت حقوق الفيلم إلى شركة وارنر براذرز بيكتشرز في أكتوبر 2018. اختيرت روبي للدور في عام 2019، بعد أن رفضته غال غادوت بسبب تضارب المواعيد، وأُعلن عن غيرويغ كمخرجة وكاتبة مشاركة مع باومباخ في عام 2020 وبقية طاقم العمل في أوائل عام 2022. تم التصوير الرئيسي بشكل رئيسي في استوديوهات وارنر براذرز، ليفزدن، إنجلترا، وفي حديقة فينيس بيتش للتزلج في لوس أنجلوس من مارس إلى يوليو 2022.
عُرض فيلم باربي لأول مرة في قاعة شراين في لوس أنجلوس في 9 يوليو 2023، وطُرح في الولايات المتحدة في 21 يوليو. كان عرضه المتزامن مع فيلم أوبنهايمر من إنتاج يونيفرسال بيكتشرز بمثابة حافز لظاهرة "باربنهايمر"، مما شجع الجمهور على مشاهدة كلا الفيلمين كعرض مزدوج. حقق الفيلم إيرادات بلغت 1.446 مليار دولار أمريكي، وحطم العديد من الأرقام القساسية، بما في ذلك حصوله على لقب أعلى فيلم إيرادات لعام 2023، واحتلاله المركز السادس عشر على قائمة أعلى الأفلام إيرادات على الإطلاق وقت إصداره.
وُصف فيلم "باربي" بأنه أحد أفضل عشرة أفلام لعام 2023 من قِبل المجلس الوطني للمراجعة ومعهد الفيلم الأمريكي، وحظي بإشادة نقدية واسعة النطاق وجوائز أخرى، بما في ذلك ثمانية ترشيحات لجوائز الأوسكار (من بينها أفضل فيلم)، وفازت أغنية "ما الذي خُلقت من أجله؟" بجائزة أفضل أغنية أصلية؛ كما فازت الأغنية بجائزة غولدن غلوب لأفضل أغنية أصلية، بينما حصد الفيلم أول جائزة غولدن غلوب للإنجاز السينمائي وشباك التذاكر.

## القصة
تعيش باربي "النمطية" ودمى أخرى في "أرض باربي"، مجتمع نسائي تسكنه نسخ مختلفة من باربي، وكين، ومجموعة من العارضات اللواتي انقطعت أعمالهن، ويُعاملن كمنبوذات بسبب سماتهن غير التقليدية. بينما تقضي جماعة كين أيامهم يلعبون على الشاطئ، معتبرين إياه مهنتهم، تشغل جماعة باربي وظائف مرموقة في القانون والعلوم والسياسة وغيرها. لا يشعر كين ("كين الشاطئ") بالسعادة إلا برفقة باربي، ويسعى لتوطيد علاقته بها، لكنها ترفضه مفضلةً أنشطة أخرى وصداقات نسائية.
في إحدى الأمسيات في حفلة رقص، تُصاب باربي فجأةً بقلقٍ من الموت. بين عشية وضحاها، تُصاب برائحة فم كريهة، وسيلوليت، وقدمين مسطحتين، مما يُعطل روتينها ويُضعف هالة الكمال الكلاسيكية التي تنعم بها باربي. تطلب باربي الغريبة، وهي دمية مشوهة، من باربي أن تجد الطفل الذي يلعب معها في العالم الحقيقي لعلاج آلامها. اتبعت باربي النصيحة، وسافرت إلى العالم الحقيقي، وانضم إليها كين متسللاً في سيارتها المكشوفة.
بعد وصولها إلى شاطئ فينيسيا، لكمت باربي رجلاً بعد أن تحسسها. أُلقي القبض على الثنائي لفترة وجيزة. أثار وجود الدمى في العالم الحقيقي قلق الرئيس التنفيذي لشركة ماتيل، فأمر بإعادتهما. تعقبت باربي مالكتها، ساشا، وهي فتاة مراهقة تنتقد باربي لتشجيعها معايير جمال غير واقعية. في حالة من الذهول، اكتشفت باربي أن غلوريا، موظفة في ماتيل ووالدة ساشا، تسببت دون قصد في أزمة وجودية لباربي بعد أن بدأت باللعب بدمى ساشا القديمة من باربي. حاولت ماتيل وضع باربي في صندوق ألعاب لإعادة تصنيعها، لكنها هربت بمساعدة امرأة عجوز غامضة تُدعى روث. وصلت غلوريا وساشا في الوقت المناسب لإنقاذ باربي من المديرين التنفيذيين في ماتيل، وسافرت الفتيات الثلاث إلى باربيلاند مع المديرين التنفيذيين في مطاردتهن.
في هذه الأثناء، يتعرف كين على النظام الذكوري ويشعر بالاحترام لأول مرة. يعود إلى باربيلاند لإقناع بقية الكين بتولي زمام الأمور. يبدأ الكين بتلقين الباربيز أدوارًا خاضعة، مثل الصديقات اللطيفات وربات البيوت والخادمات. تصل باربي وتحاول إقناع الباربيز بالاستقلال مجددًا لكنها تفشل، فتصاب بالاكتئاب. تُعرب غلوريا عن إحباطها من المعايير المتضاربة التي تُجبر النساء على اتباعها في العالم الحقيقي. يُعيد خطاب غلوريا ثقة الباربيز بأنفسهن.
بمساعدة ساشا وباربي الغريبة وآلان والدمى التي توقف إنتاجها، تستخدم غلوريا معرفتها من العالم الحقيقي لإلغاء برمجة باربي عن تلقينها. ثم تتلاعب باربي بالكينز ليتقاتلوا فيما بينهم، مما يصرفهم عن ترسيخ التفوق الذكوري في دستور باربيلاند، مما يسمح للباربيز باستعادة قوتهن. بعد أن عانين من القمع المنهجي، قررت باربي تصحيح أخطاء مجتمعهن السابق، مؤكدةً على معاملة أفضل لعائلة كين وجميع المنبوذين.
تصالح باربي وكين، معترفين بأخطائهما الماضية. عندما يشكو كين من افتقاره للهدف بدون باربي، تشجعه على إيجاد هوية مستقلة. باربي، التي لا تزال غير متأكدة من هويتها، تلتقي بروح روث هاندلر، المؤسسة المشاركة لشركة ماتيل ومبتكرة دمية باربي، التي تشرح أن قصة باربي ليس لها نهاية محددة وأن تاريخها المتطور يتجاوز جذورها.
بعد وداع الدمى الأخرى والمديرين التنفيذيين في ماتيل، تقرر باربي أن تعود إلى طبيعتها وتعود إلى العالم الحقيقي. بعد فترة، تأخذ غلوريا وزوجها وساشا باربي، التي أصبحت تُعرف الآن باسم "باربرا هاندلر"، إلى أول موعد لها مع طبيبة أمراض النساء.

## طاقم الممثلين
- مارغو روبي بدور باربي، الدمية التي يُشار إليها غالبًا باسم "باربي النمطية".
- إيسا راي بدور الرئيسة باربي، حاكمة باربيلاند.
- كيت ماكينون بدور باربي الغريبة، باربي المشوهة المنبوذة التي تعيش في البيت الغريب ولديها معرفة بالأراضي خارج باربيلاند.
- ألكسندرا شيب بدور الكاتبة باربي.
- إيما ماكي بدور الفيزيائية باربي.
- هاري نيف بدور الدكتورة باربي.
- شارون روني بدور المحامية باربي.
- آنا كروز كاين بدور القاضية باربي.
- ريتو آريا بدور الصحفية باربي.
- دوا ليبا بدور باربي حورية البحر.
- نيكولا كوغلان بدور باربي الدبلوماسية.
- رايان غوسلينغ بدور كين، صديق "باربي النمطية" الذي يُشار إليه غالبًا باسم "كين الشاطئي".
- سيمو ليو بدور كين السائح/"كين المنافس".
- كينغسلي بن أدير بدور كين لاعب كرة السلة.
- نيكوتي غاتوا بدور كين الفنان.
- سكوت إيفانز بدور كين النمطي.
- جون سينا بدور كينميد، وهو كين حورية البحر.
- أمريكا فيريرا بدور غلوريا، موظفة في شركة ماتيل تساعد باربي في العالم الحقيقي.
- أريانا غرينبلات بدور ساشا، ابنة غلوريا و جينفيف توسان بدور ساشا الصغيرة.
- ريا بيرلمان بدور روث هاندلر، إحدى مؤسسي شركة ماتيل، والتي يمتلك شبحها مكتبًا في الطابق السابع عشر من ماتيل.
- هيلين ميرين بصوت الراوية.
- ويل فيريل بدور الرئيس التنفيذي لشركة ماتيل.
- مايكل سيرا بدور آلان، أحد سكان باربيلاند، والذي لا يوجد منه سوى واحد.
- كونور سوينديلز بدور آرون دينكينز، موظف بسيط في ماتيل يُبلغ الرئيس التنفيذي بظهور باربي في لوس أنجلوس.
- جيمي ديميتريو بدور المدير المالي لشركة ماتيل.
- إيميرالد فينيل بدور ميدج، دمية حامل في باربيلاند، تعيش بالقرب من باربي النمطية على الرغم من توقف إنتاجها.
- عاصم شودري بدور موظف في مستودع ماتيل. راي فيرون بدور دان في مكتب التحقيقات الفيدرالي، وهو جهة اتصال للرئيس التنفيذي لشركة ماتيل.
- إريكا فورد بدور سكيبر، إحدى جارات باربي.
- هانا خاليك براون بدور سكيبر "النمو"، إحدى الدمى المتوقفة عن الإنتاج والتي تعيش مع باربي الغريبة التي لا يزال عنصر "النمو" الذي يتضمن نمو ثدييها عند دفع ذراعها سليمًا.
- ميت ناريتيف بدور فتاة فيديو باربي، وهي دمية تحمل جهاز تلفزيون على ظهرها وهي من بين الدمى المتوقفة عن الإنتاج والتي تعيش مع باربي الغريبة.
- ماريسا أبيلا بدور باربي المراهقة الناطقة، وهي دمية مراهقة تتحدث وهي من بين الدمى المتوقفة عن الإنتاج والتي تعيش مع باربي الغريبة.

## شباك التذاكر
حقق فيلم "باربي" إيرادات بلغت 636.2 مليون دولار في الولايات المتحدة وكندا، و809.4 مليون دولار في مناطق أخرى، بإجمالي عالمي بلغ 1.446 مليار دولار. وقد وصفت شركة وارنر براذرز هذا بأنه "كبلوغ باربيليار دولار". حسب موقع ديدلاين هوليوود صافي ربح الفيلم بمبلغ 421 مليون دولار، مع الأخذ في الاعتبار ميزانيات الإنتاج والتسويق ومشاركة المواهب والتكاليف الأخرى؛ ووضعته إيرادات شباك التذاكر والتلفزيون والبث المباشر وإيرادات الوسائط المنزلية في المرتبة الثانية في قائمة "أكثر الأفلام ربحية" لعام 2023.
وُصف بأنه نجاح "قياسي" في شباك التذاكر خلال عطلة نهاية الأسبوع الافتتاحية، وحقق الرقم القياسي لأي فيلم لم يكن جزءًا ثانيًا أو إعادة إنتاج أو فيلمًا لبطل خارق. أصبح فيلم باربي أعلى فيلم كوميدي حي ربحًا على الإطلاق، محطمًا الرقم القياسي المحلي الذي كان يحمله سابقًا فيلم وحيد في المنزل (1990) والرقم القياسي العالمي الذي كان يحمله سابقًا فيلم صداع الكحول الجزء الثاني (2011) في وقت واحد. كما أصبح الفيلم الأعلى ربحًا لـ غريتا غيرويغ، متجاوزًا سابقه فيلم نساء صغيرات (2019). تجاوز الفيلم علامة المليار دولار عالميًا في 6 أغسطس 2023، مما يجعله الفيلم الوحيد لمخرجة منفردة يفعل ذلك. كان هذا أيضًا أسرع فيلم لشركة وارنر براذرز يصل إلى مليار دولار، متغلبًا على فيلم هاري بوتر ومقدسات الموت - الجزء الثاني (2011). في أواخر أغسطس، تجاوز فيلم "باربي" نفس الفيلم مرة أخرى، ليصبح أعلى فيلم ربحًا لشركة وارنر براذرز، دون تعديل التضخم. بحلول 2 سبتمبر، تجاوز الفيلم 1.365 مليار دولار في شباك التذاكر العالمي، ليحل محل فيلم سوبر ماريو برذرز كأعلى فيلم ربحًا لهذا العام. بالإضافة إلى ذلك، أصبح الفيلم الأعلى ربحًا لمخرجة منفردة، متجاوزًا الرقم القياسي السابق الذي حققته جيا لينغ لفيلم مرحبًا يا أمي (2021).

## الاستقبال النقدي وتقييمات الجمهور
نال الفيلم إشادة عالمية من النقاد. على موقع تجميع المراجعات "روتن توميتوز"، 88% من 500 مراجعة نقدية كانت إيجابية، بمتوسط تقييم 8/10. وجاء إجماع الموقع على أن "باربي فيلم كوميدي مبهر بصريًا، تتكامل فيه الفكاهة المجازية بذكاء مع سرد قصصي متمرد". أما موقع ميتاكريتيك، الذي يستخدم متوسطًا مرجحًا، فقد منح الفيلم درجة 80 من 100، بناءً على 67 ناقدًا، مما يشير إلى مراجعات "إيجابية بشكل عام".
منح الجمهور الذي استطلعت آراءه سينما سكور الفيلم متوسط تقييم "A" على مقياس من "A+" إلى "F"، بينما منحه من استطلعت آراءهم بوست تراك تقييمًا إيجابيًا إجماليًا بنسبة 89%، حيث قال 79% إنهم يوصون به بالتأكيد.

## وصلات خارجية
- باربي على موقع IMDb (الإنجليزية)
- باربي على موقع ميتاكريتيك (الإنجليزية)
- باربي على موقع الموسوعة البريطانية (الإنجليزية)
- باربي على موقع روتن توميتوز (الإنجليزية)
- باربي على موقع نتفليكس (الإنجليزية)
- باربي على موقع قاعدة بيانات الأفلام العربية
- باربي على موقع ألو سيني (الفرنسية)
- باربي على موقع Turner Classic Movies (الإنجليزية)
- باربي على موقع أول موفي (الإنجليزية)
- باربي على موقع فيلمافينيتي (الإسبانية)